# Kopulacja

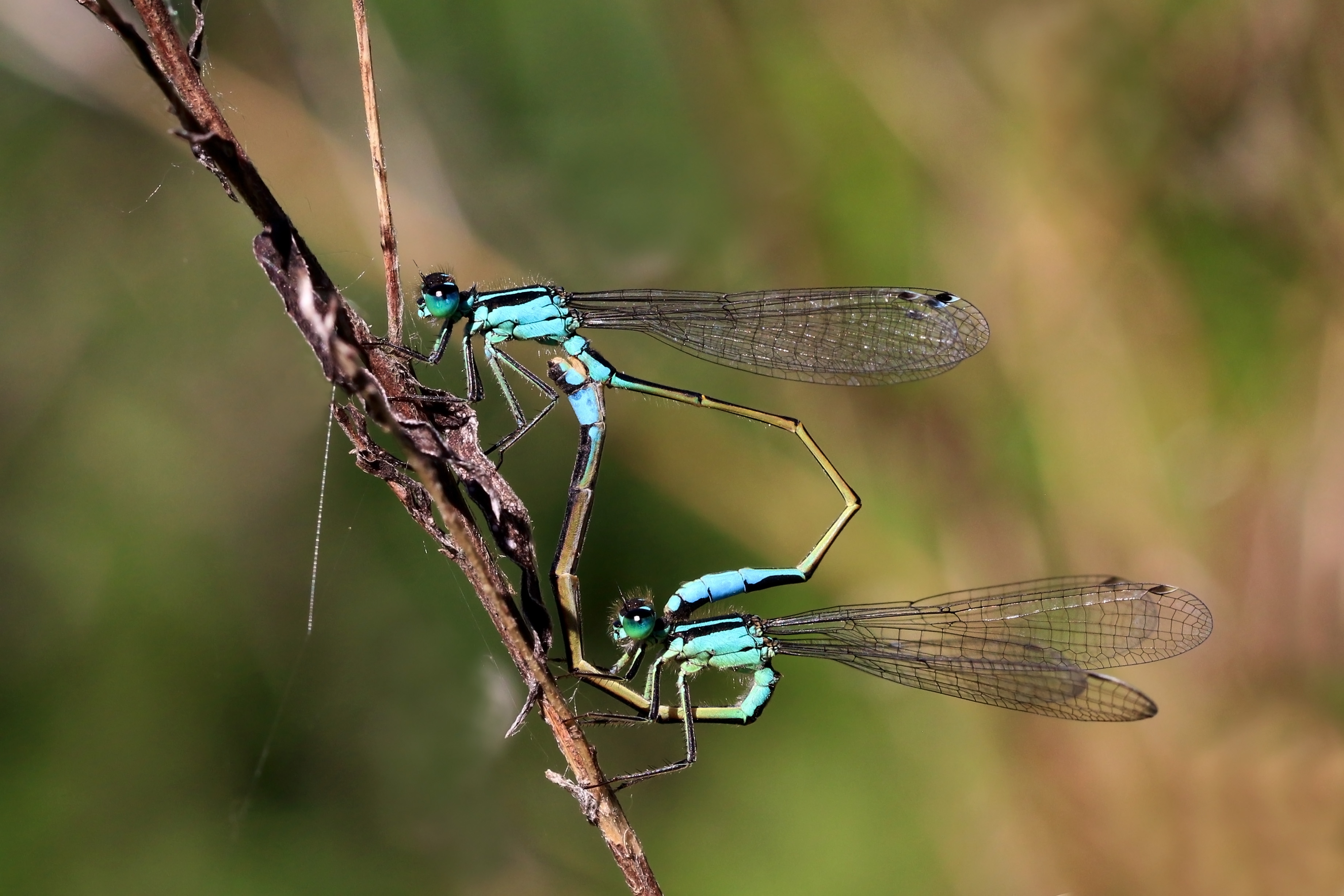
Kopulacja tężnicy wytwornej

Kopulacja (łac. copulatio), akt płciowy, spółkowanie – stosunek płciowy, który u zwierząt polega na bezpośrednim kontakcie dwóch osobników (różnych płci lub obojnaczych) w celu zaplemnienia i zapłodnienia. W akcie tym wykorzystywane są najczęściej różnie wykształcone narządy kopulacyjne. Kopulację u większości zwierząt poprzedza określony rytuał godowy i wydzielanie specyficznych sygnałów zapachowych (np. feromony), dźwiękowych (np. ptasi śpiew) i wzrokowych (np. szata godowa).
U kręgowców właściwa kopulacja rozpoczyna się w momencie włożenia prącia (męski narząd kopulacyjny) do pochwy (żeński narząd kopulacyjny). Następnie, wskutek tzw. ruchów frykcyjnych, dochodzi do mechanicznej stymulacji receptorów na prąciu, co prowadzi do ejakulacji. Czas trwania kopulacji jest zależny od gatunku i wynosi przykładowo: kilka sekund u przeżuwaczy, kilkanaście sekund u koni, czy 20–40 minut u psów. Najdłuższą kopulację, trwającą nawet 2 dni, zaobserwowano u niektórych gatunków ślimaków.
U organizmów jednokomórkowych kopulacja polega na zlaniu się cytoplazmy gamet, po którym następuje kariogamia.
Kopulacja nie musi prowadzić do zapłodnienia, a jej celem może być osiągnięcie orgazmu. W przypadku zwierząt właściwsze jest używanie określenia spółkowanie. Przykładem zwierząt często spółkujących w celu podtrzymania więzi społecznych i dla przyjemności są szympansy karłowate.
U niektórych zwierząt do kopulacji dochodzi tylko sezonowo, w okresie rui, kiedy organizmy samców i samic wytwarzają odpowiednie hormony potrzebne do osiągnięcia gotowości do kopulacji.
Kopulacja ma czasem gwałtowny przebieg, np. u niektórych pajęczaków z rzędu solfugi szybkie działanie samca jest wymuszone chęcią ucieczki przed agresywną samicą. Natomiast rzadko zdarza się, wbrew utartym poglądom, że żyjące na wolności samice modliszek zjadają po kopulacji samce – dzieje się tak najczęściej w przypadku owadów zamkniętych w hodowli, ponieważ samiec nie ma po prostu dokąd uciec przed większą i silniejszą samicą.

## Galeria

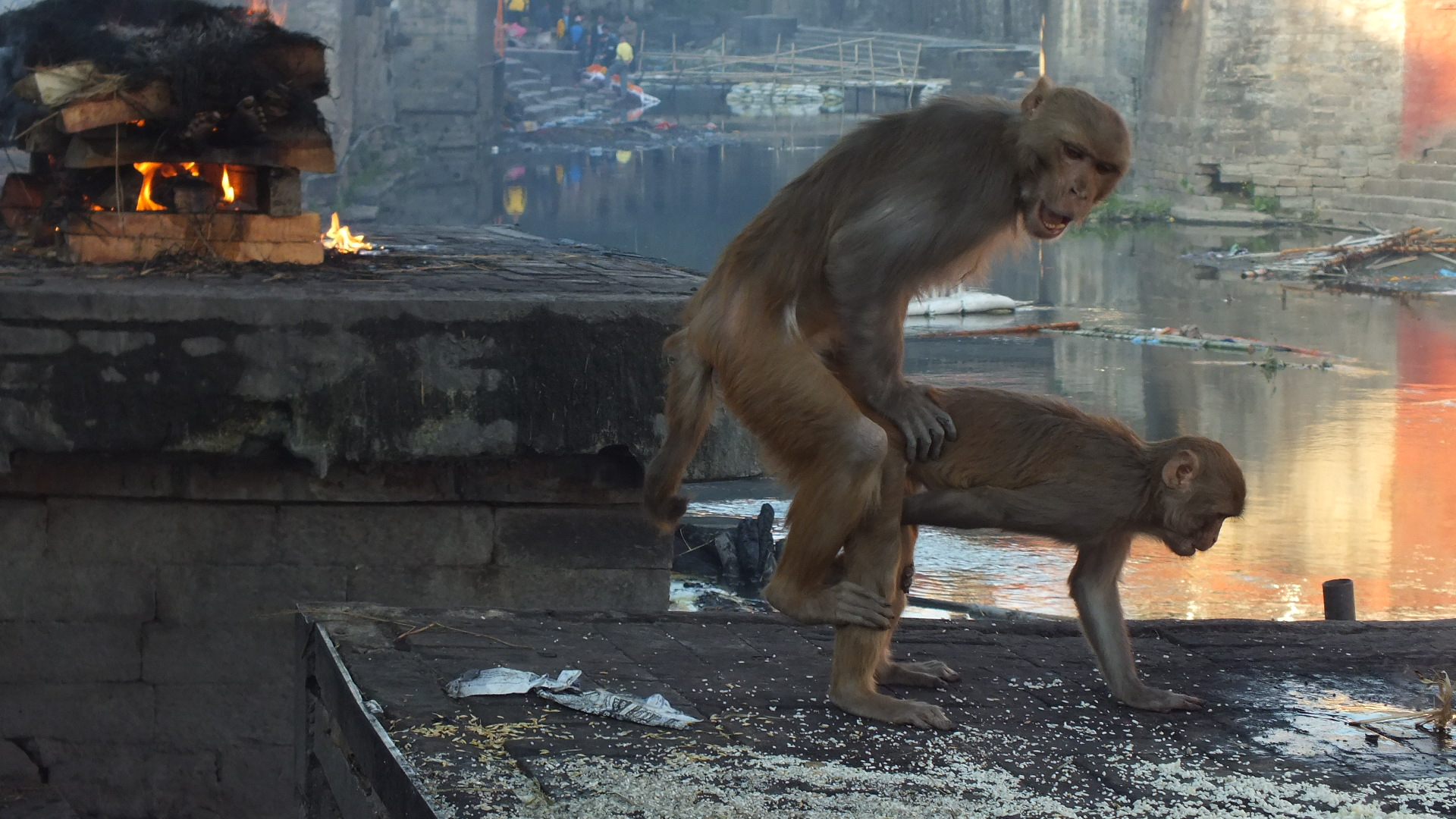
Kopulacja makaków królewskich (Macaca mullata)
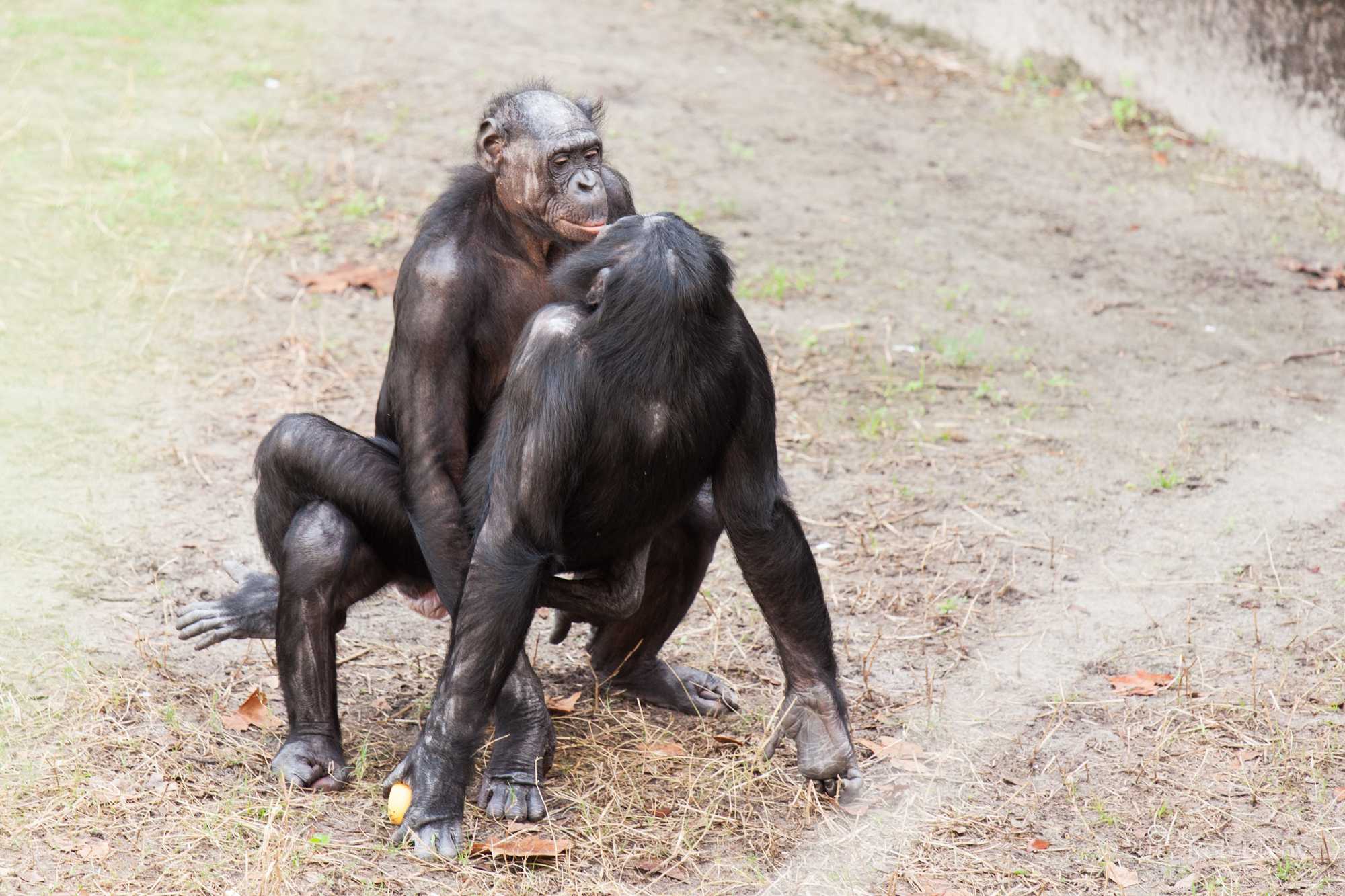
Kopulacja szympansów karłowatych (Pan paniscus)
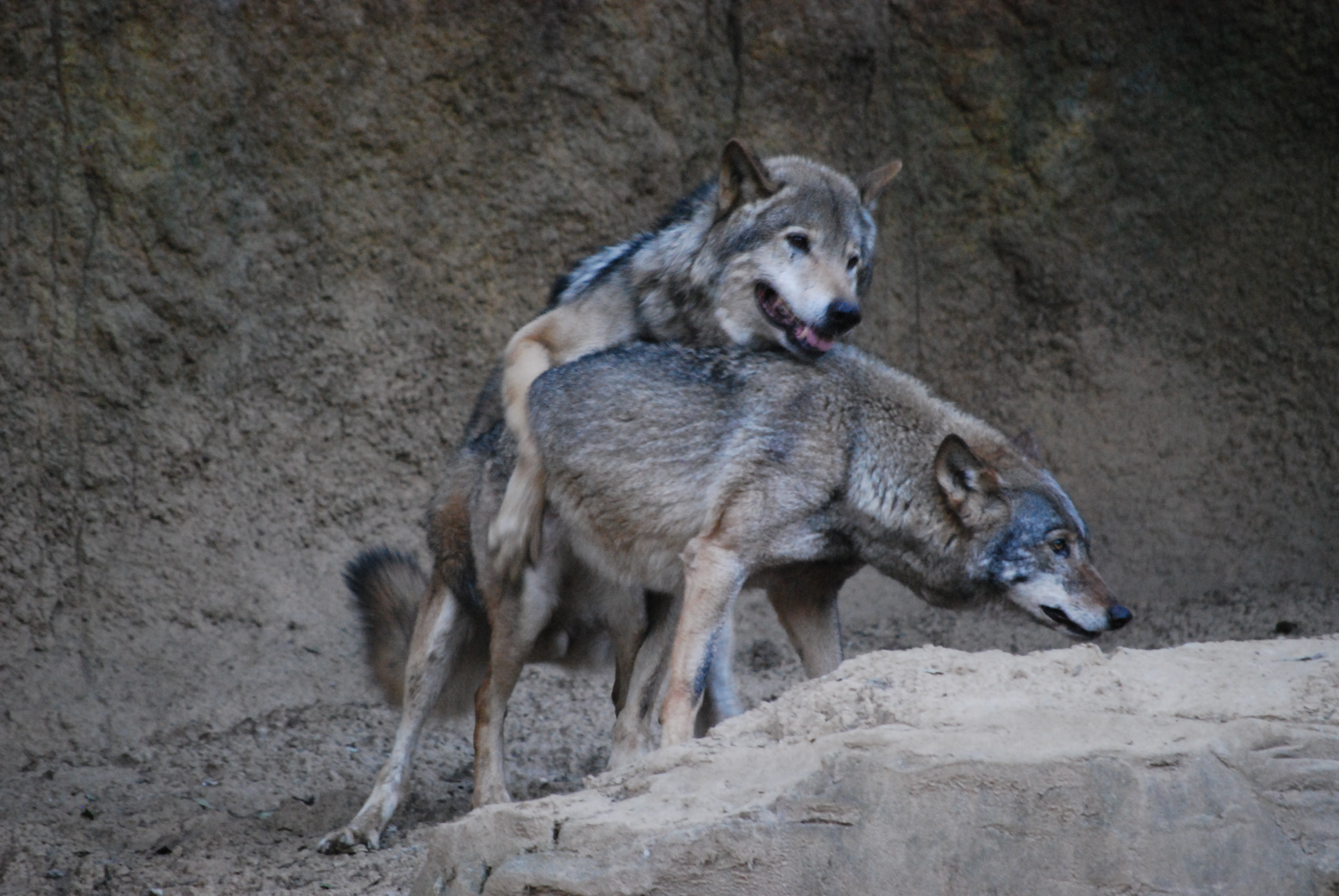
Kopulacja wilków szarych (Canis lupus)
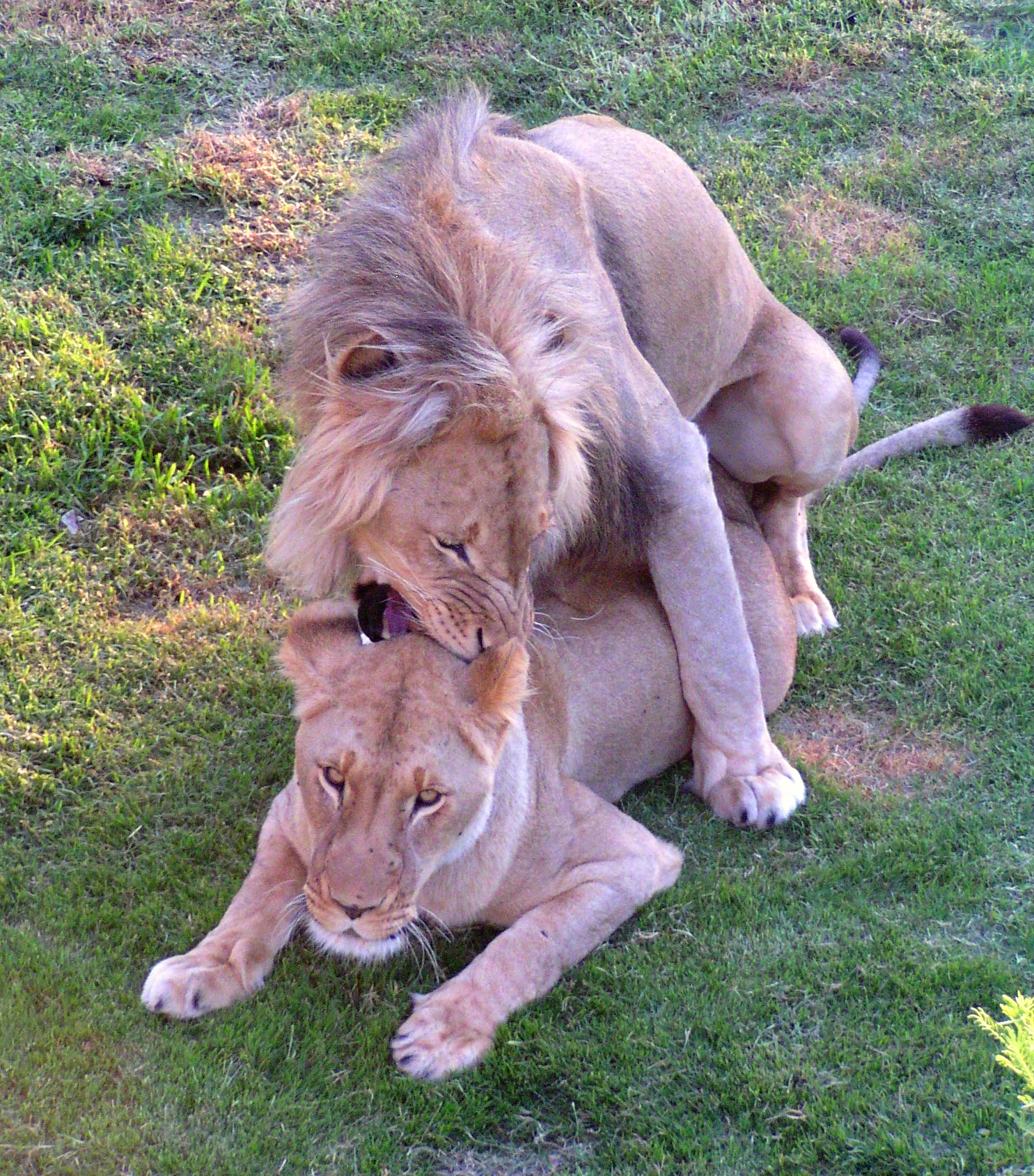
Kopulacja lwów afrykańskich (Panthera leo)
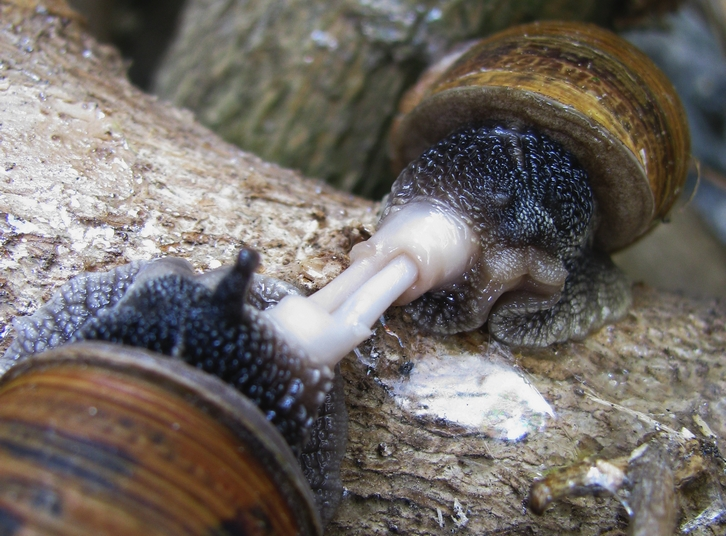
Kopulacja ślimaków z gatunku Cornu aspersum
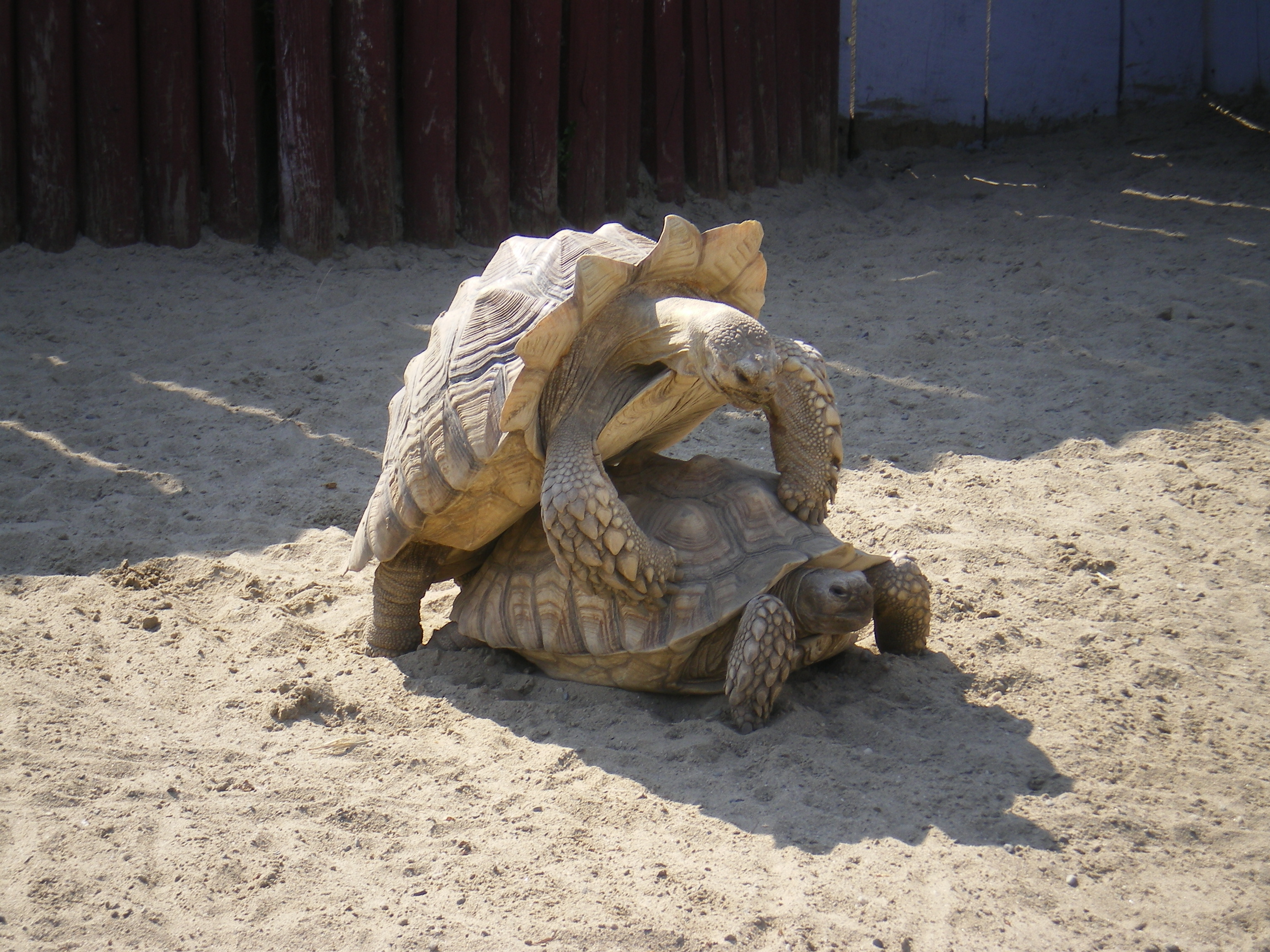
Kopulacja żółwia pustynnego (Centrochelys sulcata)
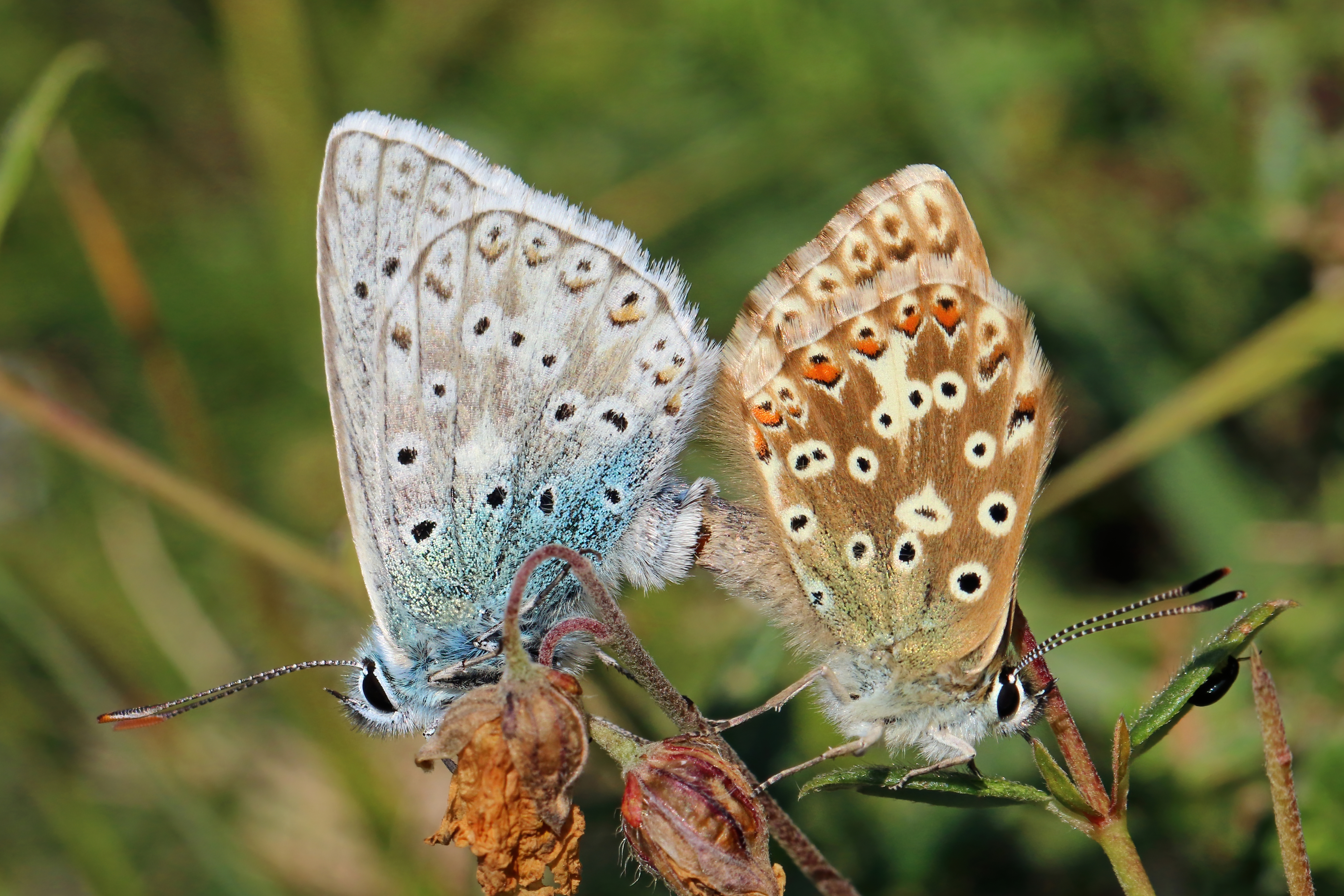
Kopulacja modraszka korydona (Polyommatus coridon)
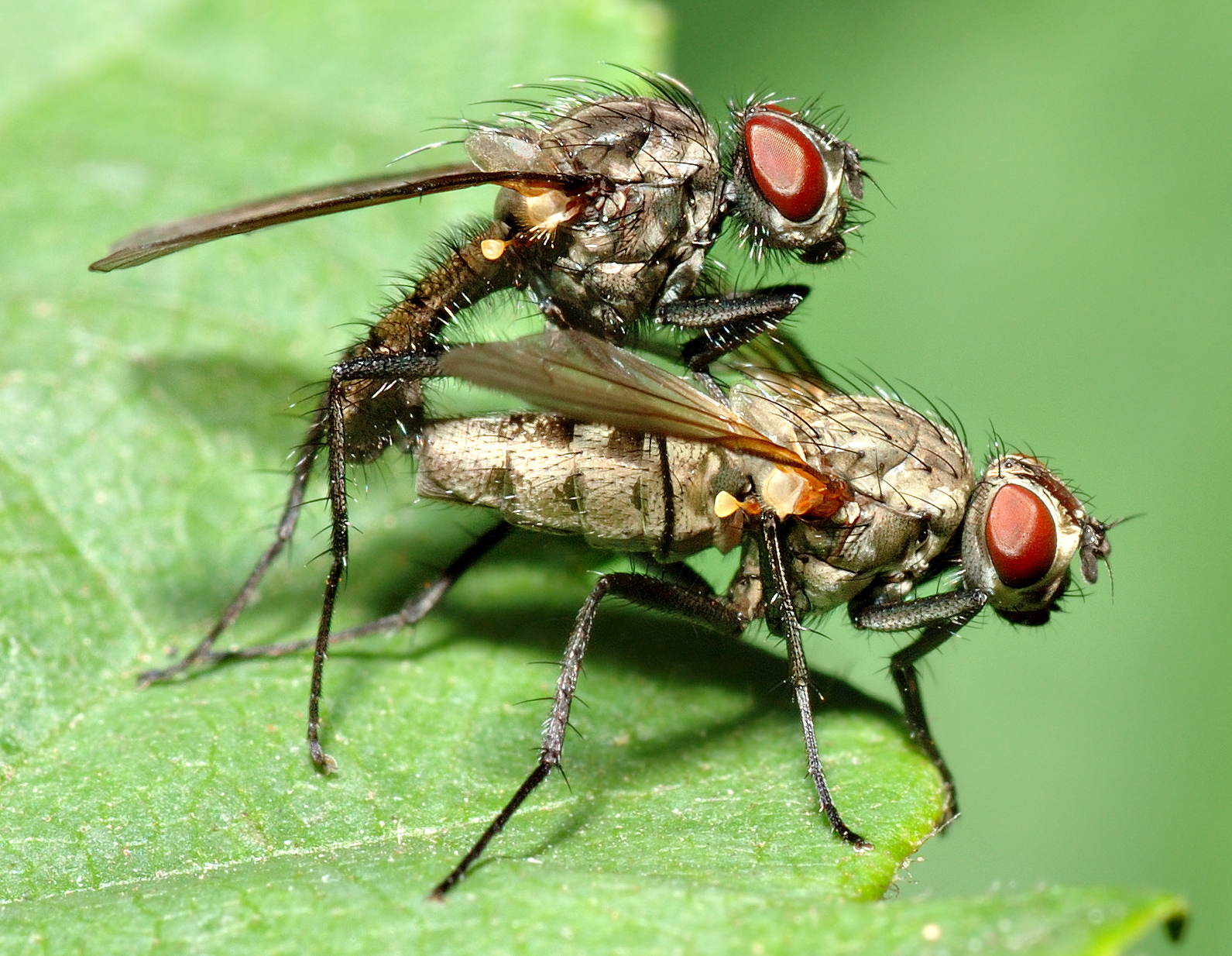
Kopulacja much z rodziny Anthomyiidae
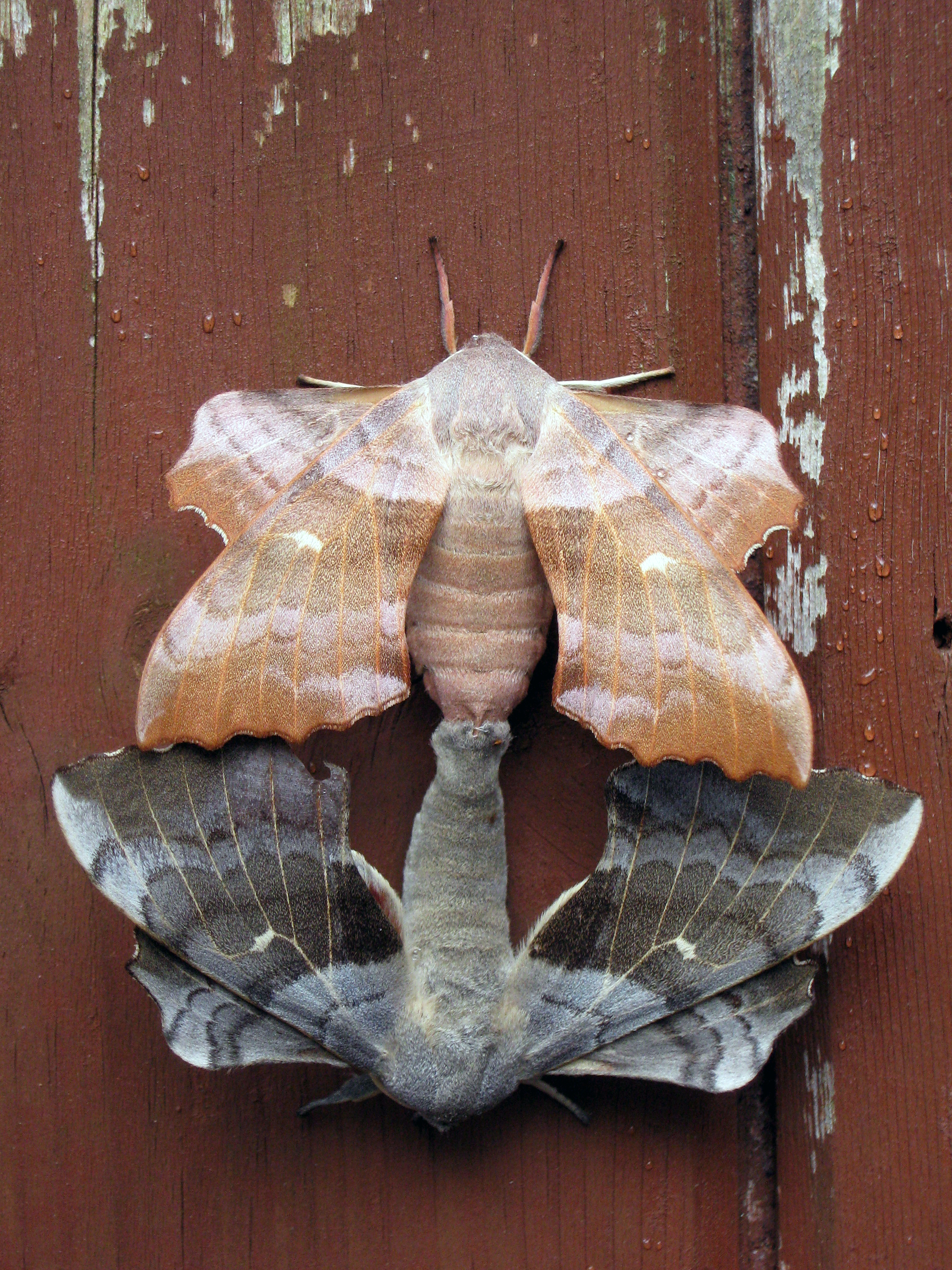
Kopulacja nastrosza topolowca (Laothoe populi)
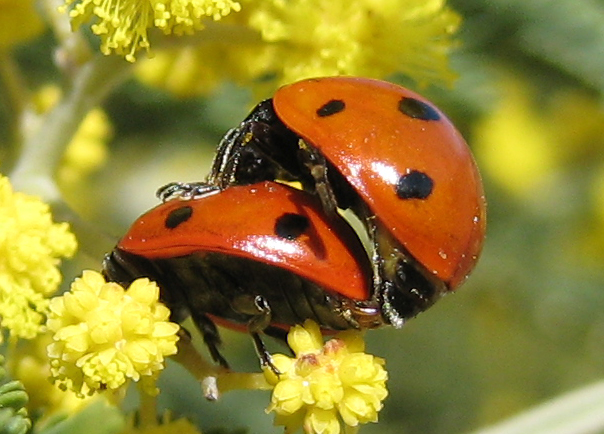
Kopulacja biedronek siedmiokropek (Coccinella septempunctata)
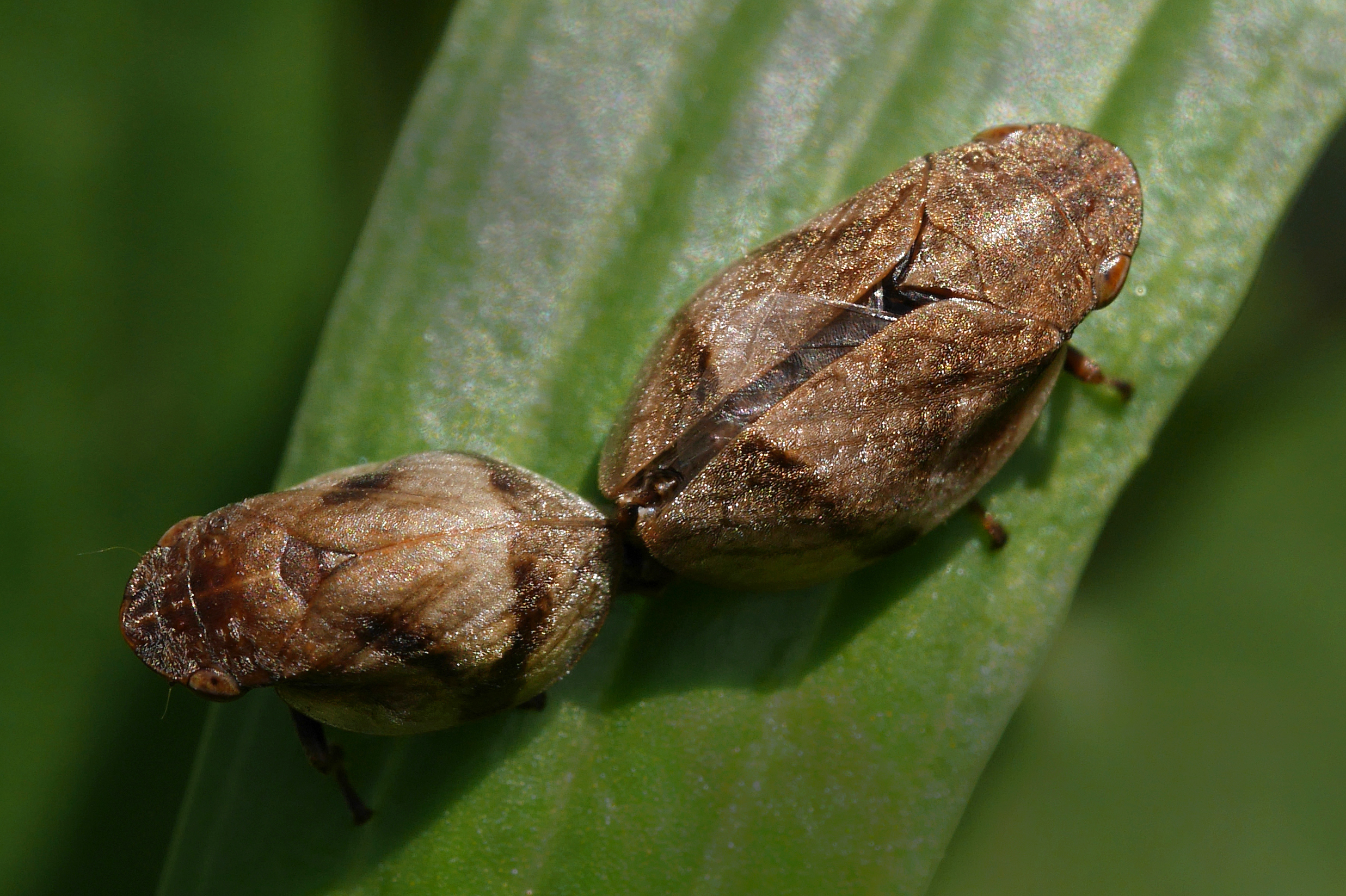
Kopulacja pienika olchowca (Aphrophora alni)
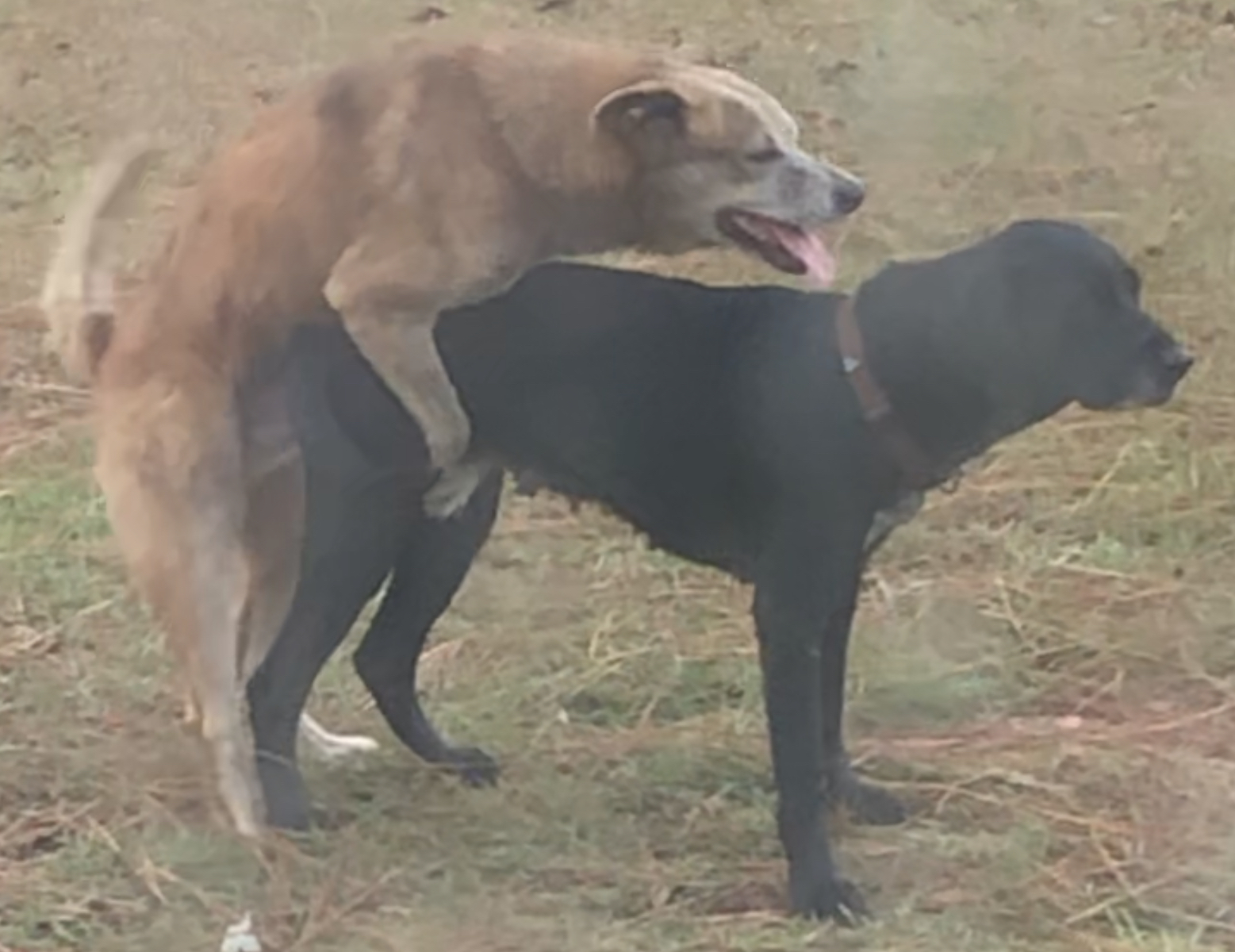
Kopulacja psów domowych (Canis familiaris)
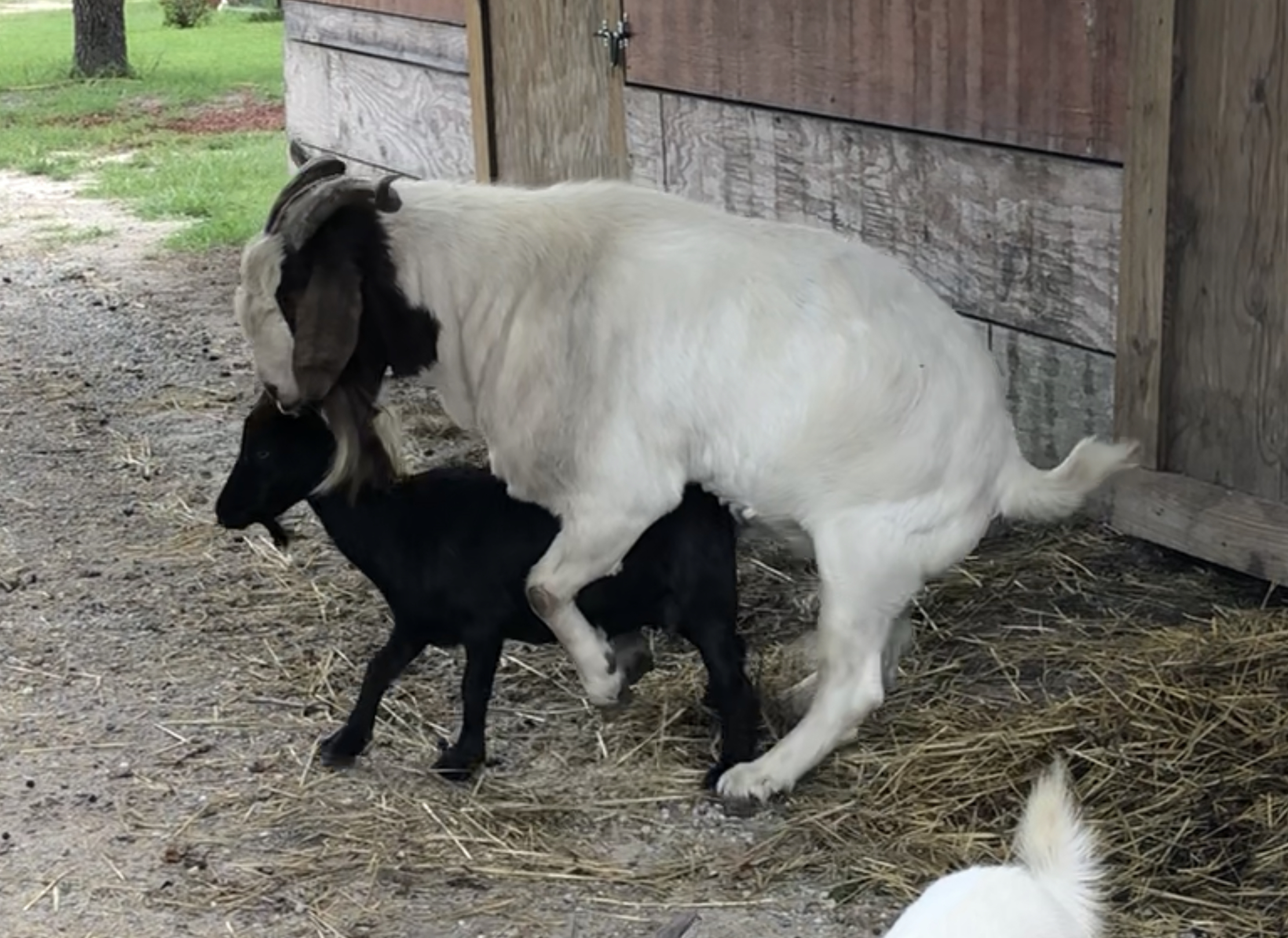
Kopulacja kóz domowych (Capra hircus)
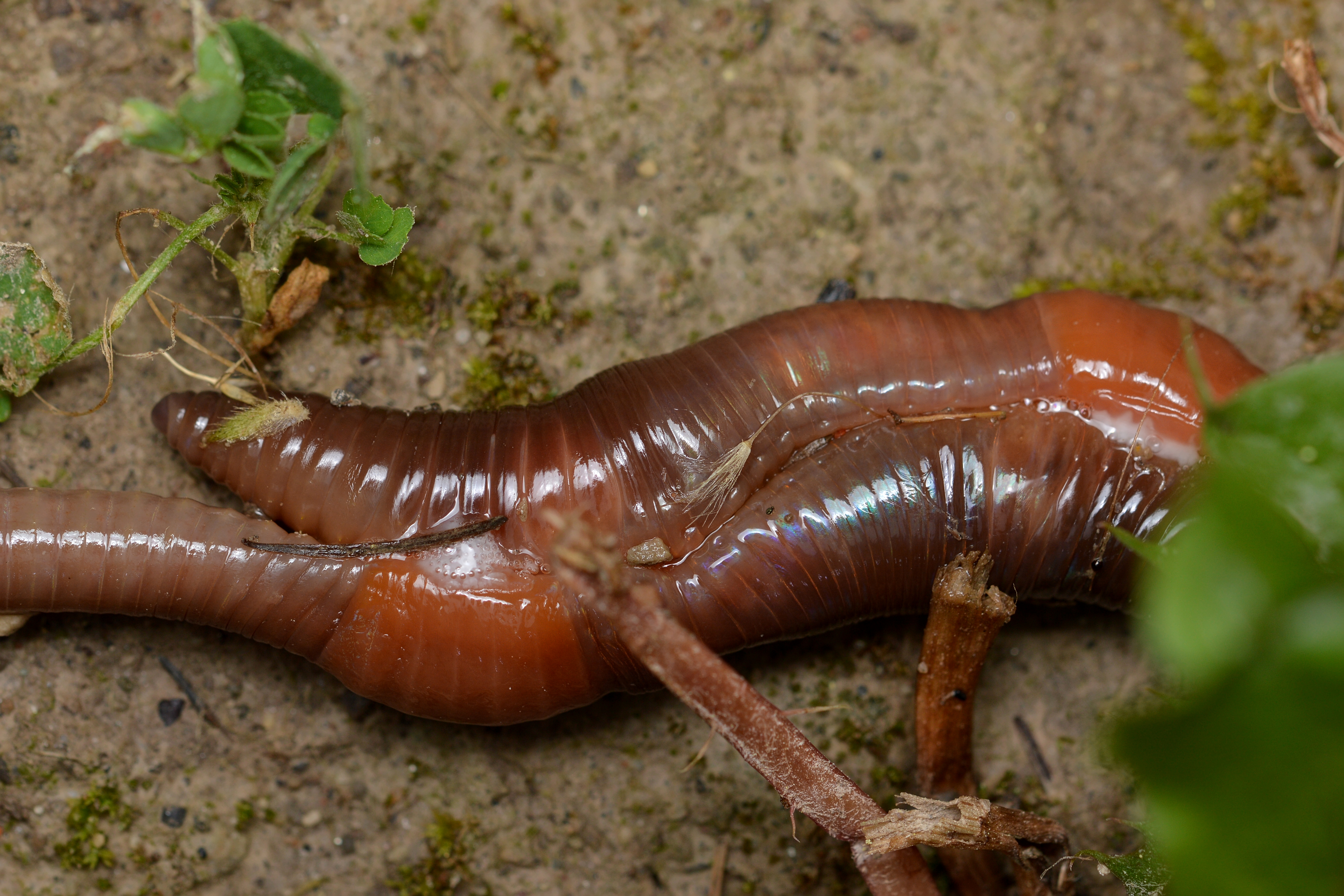
Kopulacja dżdżownic
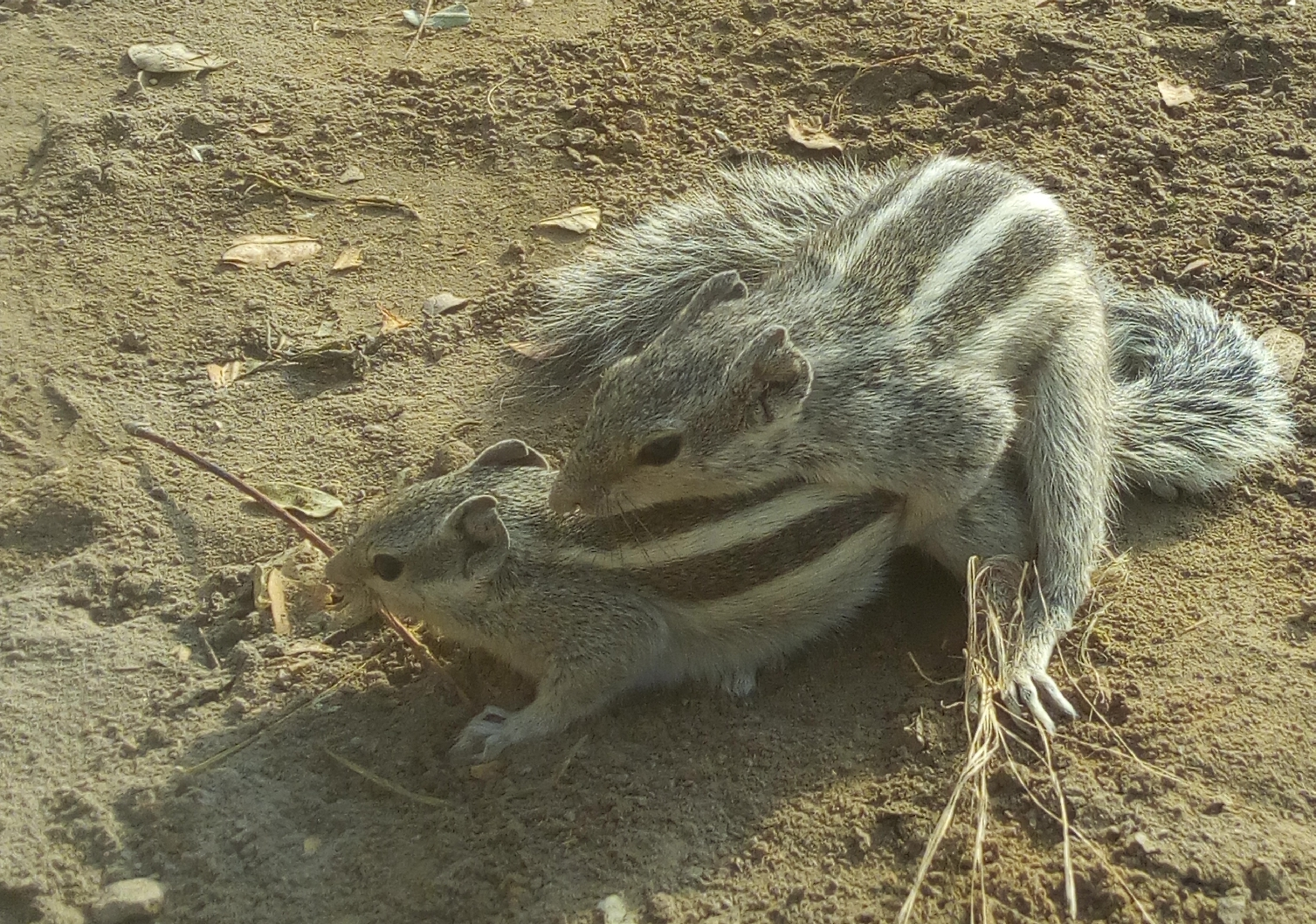
Kopulacja wiewiórek
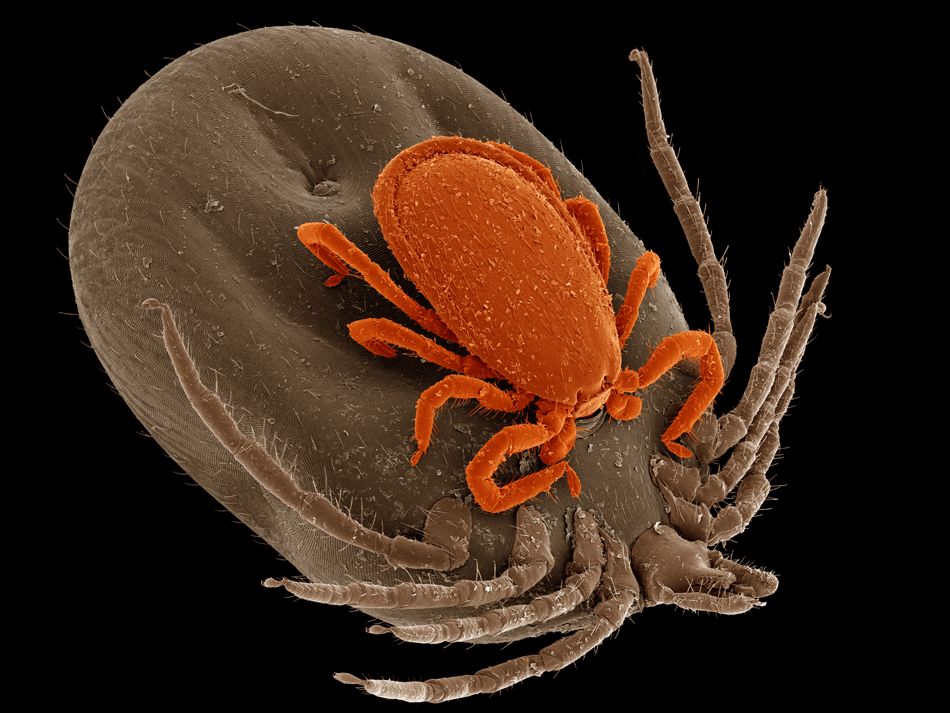
Kopulacja kleszczy
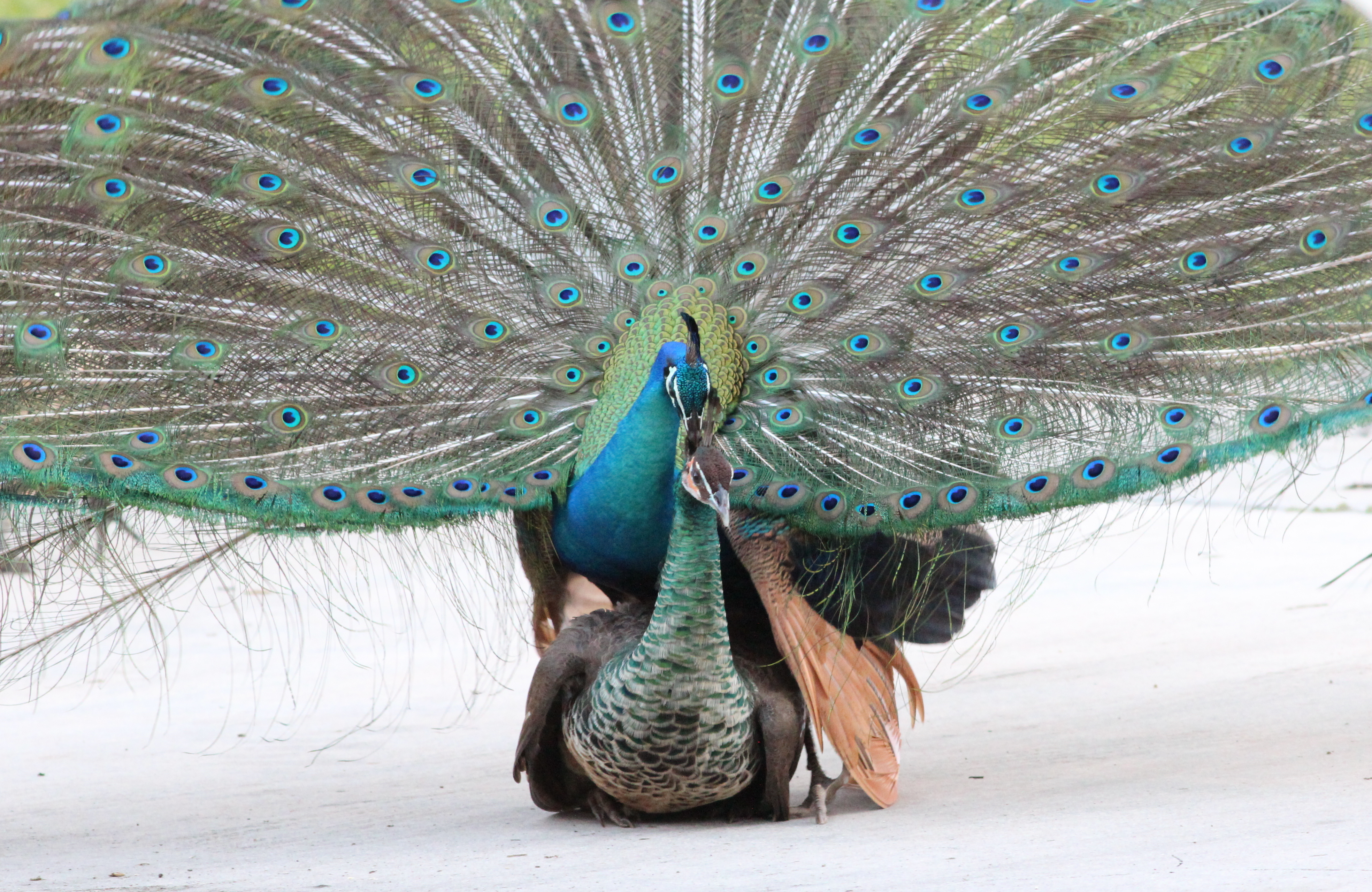
Kopulacja pawia indyjskiego (Pavo cristatus)
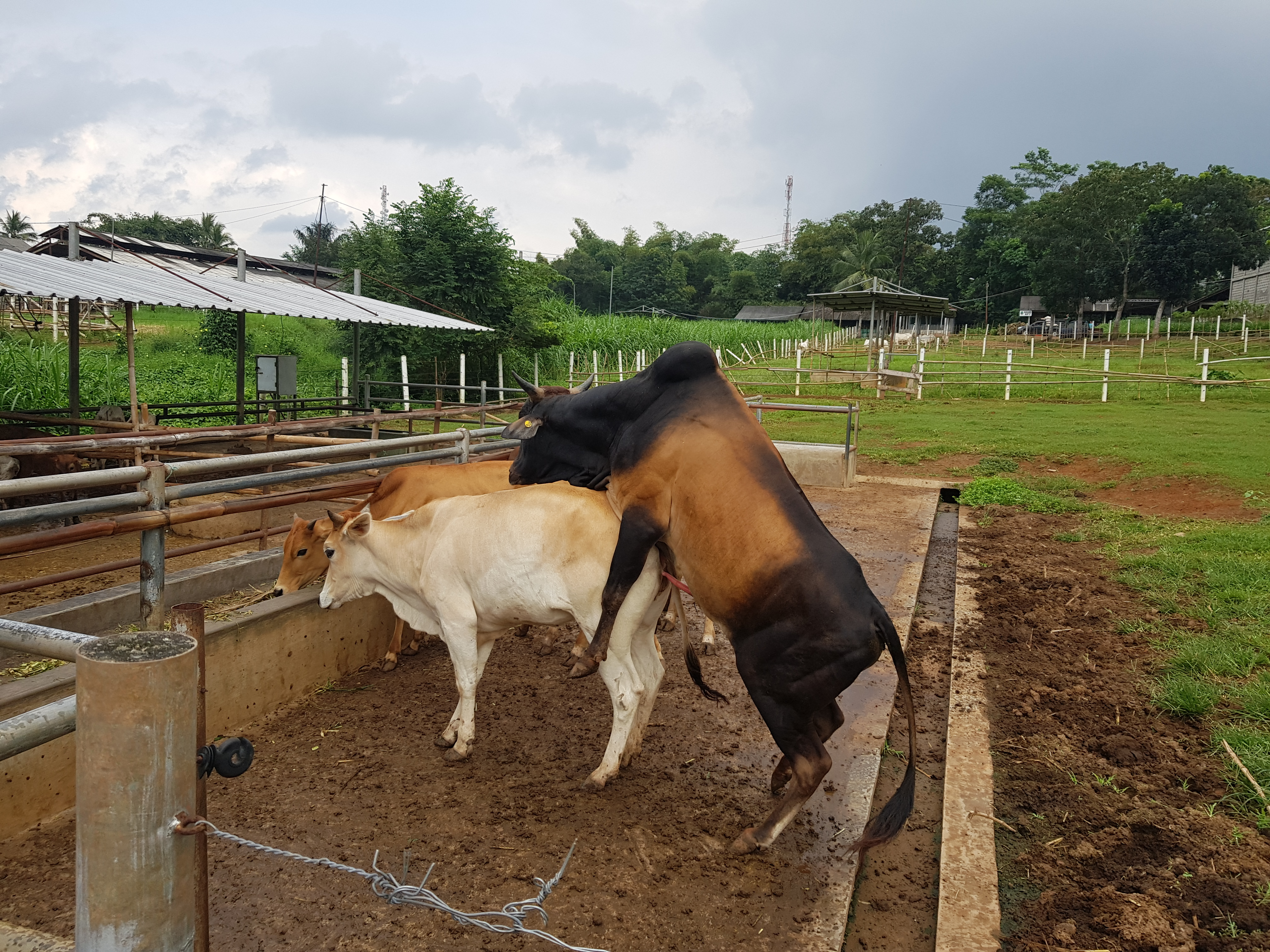
Kopulacja (krycie) bydła domowego (Bos taurus)
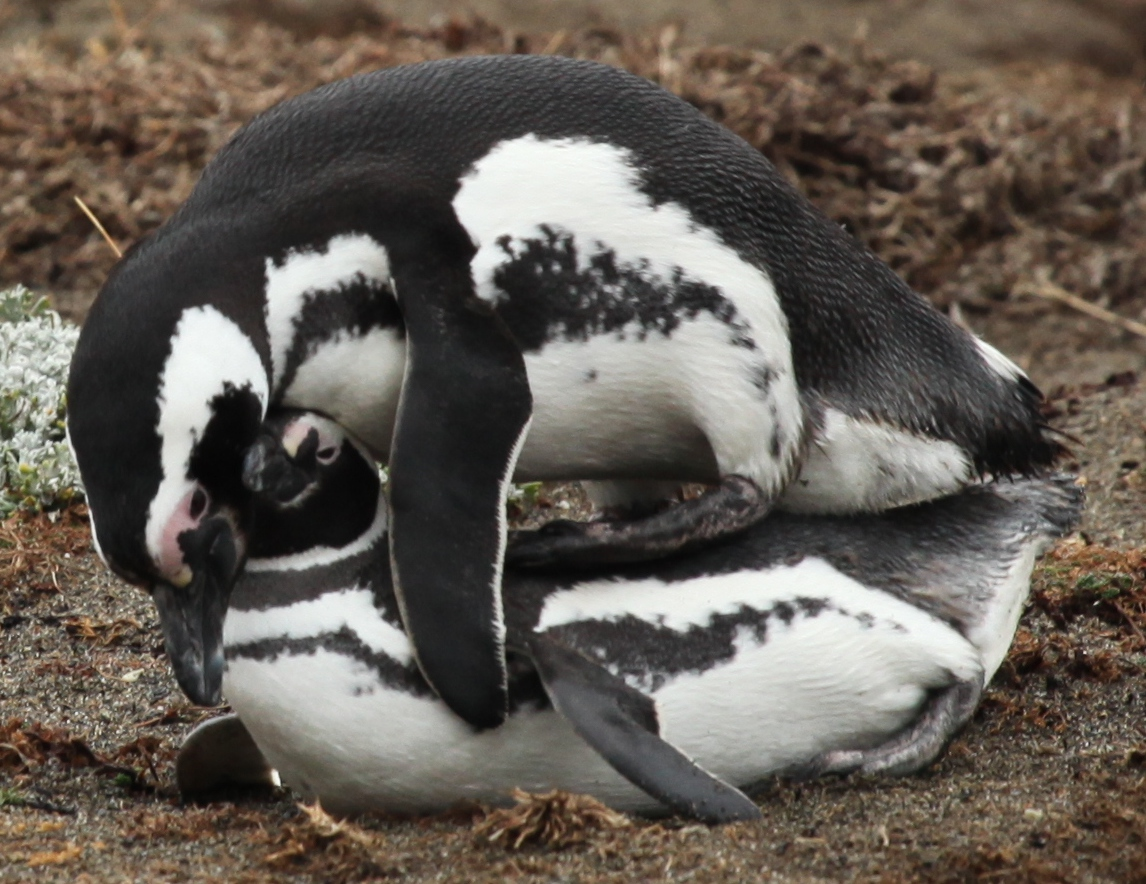
Kopulacja pingwina magellańskiego (Spheniscus magellanicus)
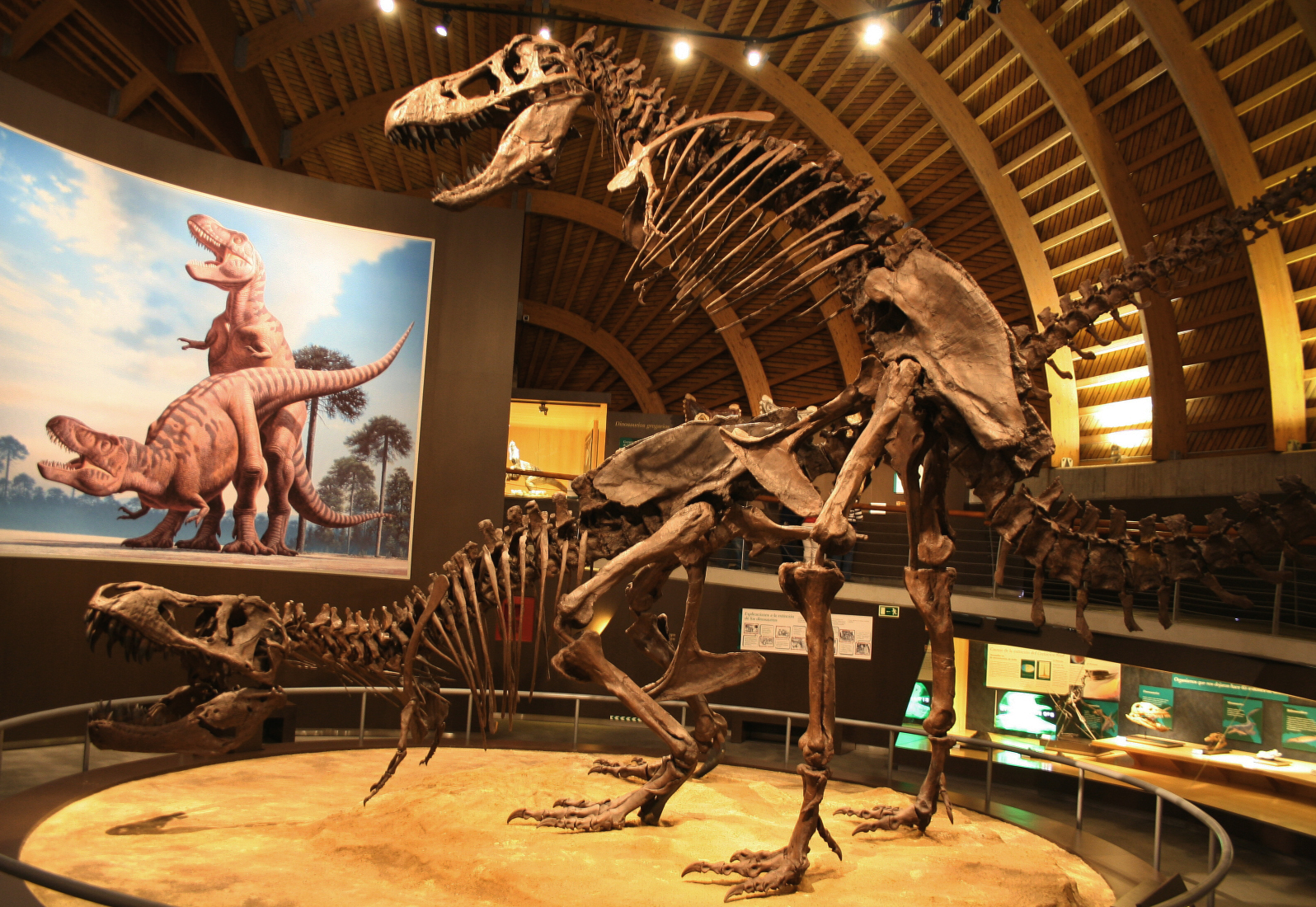
Wizualizacja kopulacji tyranozaurów (Tyrannosaurus rex)